# 桑坡县
桑坡县（英語： 馬來語：）是砂拉越加帛省下辖的其中一个县，人口约2万（2010年人口普查）。桑县总面积3,935.2平方公里，90%的地区是山丘。桑县同与加帛省于1973年4月2日成立。